# Àguila de Wahlberg
L'àguila de Wahlberg (Hieraaetus wahlbergi) és un ocell rapinyaire de la família dels accipítrids (Accipitridae). Habita sabanes i altres zones obertes de l'Àfrica subsahariana. El seu estat de conservació es considera de risc mínim.
És una àliga petita que fa 55 - 60 cm de llargària, amb una envergadura de 130-160 cm. Hi ha dues variants de color, una fosca i altra clara. En la primera el plomatge és marró fosc a excepció d'unes ratlles grises a la part inferior de les plomes de vol. La variant clara té un color general més clar i les plomes de vol, són blanquinoses. Tenen al cap una cresta petita, i les potes són de color groc.